# Arisaema saddlepeakense
Arisaema saddlepeakense là một loài thực vật có hoa trong họ Ráy (Araceae). Loài này được P.S.N.Rao & S.K.Srivast. mô tả khoa học đầu tiên năm 1991.